# サルマン・ファラヒ
サルマン・アハマド・ファラヒ（Salman Ahmad Falahi、アラビア語: سلمان أحمد فلاحي; 、1990年2月5日- ) は、カタールのサッカー審判員。2017年から国際サッカー連盟 (FIFA) 登録の国際審判員として、2021年からはFIFA登録のビデオ・アシスタント・レフェリー (VAR) として活動している。

## 来歴

### クラブ
2014年2月７日、カタール・スターズリーグ・アル・スィーリーヤ対アル・ホールの試合で主審を初担当。 長年にわたり、国内大会で主要試合の主審も務めてきた 。 国際レベルでは、2022年4月27日に行われたAFCチャンピオンズリーグ2022グループステージ・大邱FC対山東泰山戦で初めて主審を務めた。   2017年にはセルビアサッカー協会の招聘を受けてセルビア・プルヴァ・リーガ（2部リーグ）・FK ČSK Pivara対GFKヤゴディナの試合を担当。2018年4月13日には、スイス・チャレンジリーグ・ヌーシャテル・ザマックス対FCファドゥーツの試合を担当した。 

### 代表戦
2017年にFIFA国際審判員リストに登録された後、2017年3月に行われたイエメン対パレスチナの国際親善試合で主審を務めた。2019年の東南アジア競技大会男子サッカーでは準決勝で主審を務めた。  その後、AFC U23アジアカップ2022では、ウズベキスタン対サウジアラビアの決勝を含む3試合の審判を務めた。翌年には、ガルフカップ2023と、アルゼンチンで行われた2023 FIFA U-20ワールドカップのグループステージ2試合と準々決勝の審判を務めた。さらに2024年にカタールで行われたAFCアジアカップ2023の審判にも任命された。